# Sennius whitei
Sennius whitei är en skalbaggsart som beskrevs av Johnson och John M. Kingsolver 1973. Sennius whitei ingår i släktet Sennius och familjen bladbaggar. Inga underarter finns listade i Catalogue of Life.